# Torre del Greco
Torre del Greco (Torre do grego em português) é uma comuna italiana da região da Campania, província de Nápoles, com cerca de 90.607 habitantes. Estende-se por uma área de 30 km², tendo uma densidade populacional de 3009 hab/km². Faz fronteira com Boscotrecase, Ercolano, Ottaviano, Torre Annunziata, Trecase.

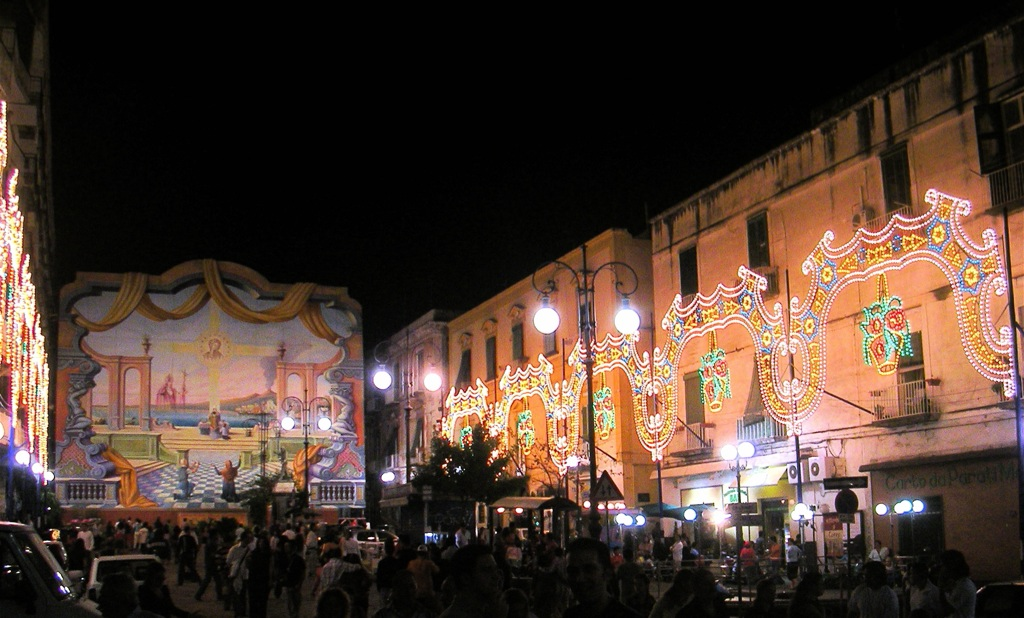
Torre del Greco, Campania, Italia.

## Demografia
| Variação demográfica do município entre 1861 e 2011                               |
|                                                                                   |
| Fonte: Istituto Nazionale di Statistica (ISTAT) - Elaboração gráfica da Wikipedia |